# イディオム・ネウトラル
イディオム･ネウトラル（Idiom Neutral）は、サンクトペテルブルクの技術者 ヴァルデマール・ローゼンベルガーの指揮の下、普遍言語国際学会(Akademi Internasional de Lingu Universal)により1902年に出版された国際補助語である。

## 歴史
1887年八月、ミュンヘンにおける会議でKadem bevünetik volapüka(ヴォラピュク国際学会)という名前の下創設された学会は、国際補助語ヴォラピュクを保護・完成させ始めた。1892年に学会の指導者になったローゼンベルガーの下、その集団はヴォラピュクの文法と語彙をかなり変化させはじめた。語彙は、西ヨーロッパの言語で使われるものにより密接に類似した語へほぼ完全に置き換えられ、西ヨーロッパ人によく知られていない文法的形式のいくつかは放棄された。その変化は、事実上新しい言語の創造に帰着したと理解されて、それは(「中立普遍の方言」や「中立普遍の言語」を意味する)「イディオム・ネウトラル」と名づけられた。1898年、学会の名前はAkademi Internasional de Lingu Universalに変更され、学会の回覧はその年から新しい言語で書かれた。
文法概要を含むイディオム･ネウトラルの辞書は、1902年と1903年にいくつかのヨーロッパ言語で出版された。
時々英語を話す作家により「中立」または「中立言語」として示されるその言語は、そのとき国際語ファンの間の関心を起こした。ローゼンベルガーは、「プログレス」(Progres)と呼ばれる言語で定期刊行物を出版した。1907年、イディオム・ネウトラルは、国際補助語を選定するためパリで集まった学者たちの委員会により考慮されたプロジェクトの一つだった。(委員会が実際に決定したことは議論された。詳細はイド語とその外部リンク参照)
1908年、イディオム・ネウトラルを作った学会は、イタリア人数学者ジュゼッペ・ペアノに開発されたラテン語の単純化形式である無活用ラテン語に賛成してイディムネウトラルを放棄することを実質的に選択した。ペアノは、その学会の指導者に任命され、その名前は"Academia pro Interlingua"に変更された。(ペアノの言語はときどきインターリングア(Interlingua)と呼ばれたが、国際補助語協会(IALA)により1951年に発表されたより知られたインターリングアと混同してはならない。)
1912年、ローゼンベルガーは、レフォルム＝ネウトラル(Reform-Neutral)と呼ばれるイディオムネウトラルの改訂版を出版した。

## 文法
以下は、イディオム・ネウトラル文法の大まかな概要である。この言語のために算出された文法の全ての詳細を提示しない。イディオム･ネウトラルの単純な文法はインターリングアのものと類似している。

### 書記と発音
ラテン文字の22文字がイディオム・ネウトラルを書くために使われる。q, w, x, zの文字は生じない。5つの母音(a, e, i, o, u)は、だいたいスペイン語のように発音される。母音が連続する場合、二重母音ではなく分けて発音される。子音は、cが英語のchurchのchのように発音され、gが常にgateのgの如く発音され、jがmeasureのsのように発音される以外、英語と同じ音価を持つ。二重子音字shは英語のshのように発音される。
インターリングアと同様、強勢は最終子音に先行する母音にかかる。もしvia(道)のように最終子音に先行する母音がなければ、強勢は最初の母音にかかる。いくつかの場合、語の終わりの母音がアクセントである。これら母音は、アキュート・アクセント(例: idé アイディア)をともなって記される。このようなアクセントは、イディオム･ネウトラルの語を書くとき使う唯一のダイアクリティカルマークである。

### 名詞と形容詞
エスペラント及びイド語と異なり、名詞はあらゆる文字で終わることができる。格による語形変化はない。複数形は語尾にiを加えて作られる。
形容詞もあらゆる文字で終わることができる。それらは通常修飾する名詞の後に現れ、kaset grand(大きい箱)、kaseti grand(大きい箱ら)のように、それらの名詞と数を一致させない。
形容詞と副詞の比較級は、plu ... kam (more ... than)、tale ... kuale (as ... as)、leplu (most, -est)をともなう。

### 動詞
動詞は、以下のように活用される。能動態の「愛すること」を意味する動詞amarを例示する。命令法を除き、語尾は人称や数により変化しない。
不定詞: amar 愛すること

現在時制: mi am 私は愛する

過去時制(未完了): mi amav 私は愛した、私は愛していた

未来時制: mi amero 私は愛すだろう

現在完了: mi av amed 私は愛し終える

過去完了: mi avav amed 私は愛し終えた

未来完了: mi avero amed 私は愛し終えるだろう

条件法: mi amerio 私が愛すなら

過去条件法: mi averio amed 私が愛していたら

命令法二人称単数: ama! 愛せ！

命令法二人称複数: amate! 愛せ！

命令法一人称複数: amam! 愛そう！

現在分詞: amant 愛すこと

過去分詞: amed 愛したこと
受動態は、Be動詞esarと過去分詞で形成される。mi es amed(私は愛された)、mi averio esed amed(私が愛され終えるなら)など。
仮定法または意思による語形変化はない。希望などの表現において、現在時制は、mi desir ke il am I want him to love(私は愛に彼を欲す)、またはila demandav ke vo lekt it she asked you to read it(彼女はそれを読むことにあなたを質問した)のように使われる。

### 他の品詞
定冠詞と不定冠詞はない。副詞は、eを加えることで形容詞から作ることができる。いくつかの前置詞は、relativ 相対的な(形容詞)からrelativu と比較してのように、uを加えて他の語から作られる。

## 例文
"Aparati deb esar adresed a shef de stasion Peterburg e deb esar asekured per vo e per votr kont; if aparati u partii de ili esero ruined u perded in voyaj, vo deb mitar nemediate otri, plasu aparati e partii ruined u perded."
装置はサンクトペテルブルク駅の長に委託されねばならず、あなたとあなたの口座によって保険をかけられなければならない。もしそれら装置や部品が旅で壊れるか失われたら、あなたは壊れたか失われた装置や部品の代わりに他のものをすぐに送らなければならない。
"Publikasion de idiom neutral interesero votr filio, kel kolekt postmarki, kause ist idiom es lingu praktikal pro korespondad ko kolektatori in otr landi."
イディオム･ネウトラルの出版物は、このイディオムは他国のコレクターと連絡する実用的言語であるので、郵便切手を集めるあなたの息子の興味を起こすだろう。